# Sojoez MS-27
Sojoez MS-27 (Russisch: Союз МС-27) is een ruimtevlucht naar het Internationaal ruimtestation ISS. Het is de 155ste vlucht van een Sojoez-capsule en de zevenentwintigste van het Sojoez MS-type. De lancering vond plaats op 8 april 2025. Tijdens deze vlucht werden drie bemanningsleden naar het Internationaal ruimtestation ISS vervoerd. 

## Bemanning
| Positie           | Ruimtevaarder                                 |
| ----------------- | --------------------------------------------- |
| Commandant        | Sergej Ryzjikov, Roskosmos 3e ruimtevlucht    |
| Flight Engineer 1 | Aleksej Zoebritski, Roskosmos 1e ruimtevlucht |
| Flight Engineer 2 | Jonny Kim, NASA 1e ruimtevlucht               |

### Reservebemanning
| Positie           | Ruimtevaarder                     |
| ----------------- | --------------------------------- |
| Commandant        | Sergej Koed-Svertsjkov, Roskosmos |
| Flight Engineer 1 | Sergej Mikajev, Roskosmos         |
| Flight Engineer 2 | Christopher Williams, NASA        |